# Flexicurity
Flexicurity (ein Schachtelwort aus englisch flexibility ‚Flexibilität‘ und security ‚Sicherheit‘) stellt ein arbeitsmarktpolitisches Konzept dar, mit dem sowohl die notwendige Flexibilisierung der Arbeit ermöglicht, als auch die Sicherheit der Arbeitnehmer garantiert werden soll. Es versucht die von den Betrieben als notwendig erachtete flexibility mit den Interessen der Arbeitnehmer nach security zu verbinden.

## Definition
Flexicurity beschreibt eine politische Strategie, die bewusst und synchron versucht, sowohl die Flexibilität der Arbeitsmärkte, der Arbeitsorganisation und der Arbeitsbeziehungen als auch die soziale Sicherheit zu erhöhen. Demnach zielt das Konzept zum einen auf eine fortschreitende Flexibilisierung des Arbeitsmarktes ab und zum anderen auf den Schutz der Arbeitnehmer. Es stellt eine Symbiose aus Wirtschafts- und Sozialpolitik dar, demnach sollen Flexibilität und Sicherheit nicht als Gegensätze betrachtet werden, sondern als komplementäre, sich gegenseitig unterstützende Einheiten eines Ganzen.
Seine Wurzeln hat Flexicurity in Dänemark und den Niederlanden und wurde dort Mitte der 90er Jahre entwickelt und teilweise implementiert. Die Notwendigkeit für das Konzept ergibt sich aus der Flexibilisierung, die sowohl Voraussetzung, um bestehende Arbeitsmarktprobleme zu lösen, als auch Auslöser von anders gelagerten Problemen ist. Anders gelagerte Probleme können beispielsweise in der Zunahme von atypischen Beschäftigungen liegen. Deshalb steht der reinen Flexibilisierung das Konzept der Flexicurity gegenüber.
In Deutschland wird vordergründig versucht, dem Konzept der Flexicurity mittels Arbeitszeitkonten gerecht zu werden.

## Flexibilität
In der aktuellen Debatte meint Flexibilität bzw. Flexibilisierung die Anpassung von Organisationen und Individuen an sich verändernde Marktbedingungen, wobei individuelle Bedürfnisse nachrangig diskutiert werden. Sie wird aus verschiedenen Perspektiven heraus betrachtet. So geht es auf einer makropolitischen Ebene um die Gestaltung des Arbeitsmarktes und seiner Sicherungssysteme, auf einer organisationalen Ebene um die Flexibilität in Unternehmen und auf einer individuellen Ebene um die Auswirkung auf die Arbeitnehmer.
Eine wichtige Ausgangsüberlegung, um das Konzept der Flexicurity zu verstehen, ist es, Flexibilität nicht als geradliniges Konzept aufzufassen. Flexibilität lässt sich in verschiedene spezifische Formen aufteilen. Zunächst wird zwischen interner und externer Flexibilisierung unterschieden. Intern meint die Flexibilisierung innerhalb von Betrieben und externe meint die Flexibilisierung außerhalb von Betrieben. Sowohl interne als auch externe Flexibilität wird in numerische und funktionale Flexibilität unterteilt. Intern-numerische Flexibilität meint die zeitliche Anpassung des Arbeitsvolumens bei schwankender Auslastung, bspw. durch Zeitkontenmodelle. Bei der intern-funktionalen Flexibilität wird versucht mit einer Anpassung der Arbeitsorganisation und einer Qualifikation der Beschäftigten auf wechselhafte Anforderungen zu reagieren. Analog beruht die extern-numerische Flexibilität auf der zahlenmäßigen Anpassung der Beschäftigtenzahl und die extern-funktionale Flexibilität meint die Anpassungsfähigkeit der Beschäftigten an den externen Arbeitsmarkt.
Die These, die dem Konzept der Flexicurity zugrunde liegt, ist, „[…] dass Arbeitsmärkte in Zukunft wegen veränderter Rahmenbedingungen einen höheren Grad an Flexibilität brauchen werden, um eine effiziente Allokation zu sichern.“

## Entstehung des Konzeptes
Die Entstehung von Flexicurity beginnt bereits Ende der 1970er Jahre mit der beschleunigten Globalisierung der Wirtschaft, der zunehmenden Inflation und der zunehmenden Arbeitslosigkeit. Dadurch kam es zu einem ideologischen Wandel hin zum Neoliberalismus und Monetarismus, womit der Markt den Staat als Kernstück der Governance ersetzte. Dies erforderte ein erhöhtes Maß an Flexibilität von Unternehmen, um im globalen Wettbewerb zu bestehen. Dadurch ist es zu einer Verschiebung des Verhältnisses zwischen sozialem Fortschritt und wirtschaftlichem Erfolg gekommen. Folglich waren die bedeutendsten Strömungen in der europäischen Arbeitsmarktregulierung die Anpassung des Arbeitsangebots an die Anforderungen des Marktes, an die Deregulierung und die zunehmende Flexibilität des Arbeitsmarktes. Gleichzeitig konzentrierte man sich auf sozialstaatlicher Ebene vor allem auf die Erhöhung der Arbeitsmarktbeteiligung und auf die Verringerung der Abhängigkeit der Beschäftigten vom Sozialstaat. Weiterhin wurde in den darauffolgenden Jahren ein Bewusstsein dafür geweckt, dass Innovationen sowie Qualitäts- und Produktivitätssteigerungen langfristig durch hoch qualifizierte und motivierte Arbeitskräfte ermöglicht werden könnten. Die Wettbewerbsfähigkeit sollte in einer Art Gleichgewicht mit der sozialen Sicherheit sein. Flexicurity ist ein Versuch dieses Gleichgewicht herzustellen.
Als Beispiele für funktionierende Flexicurity werden die Niederlande und Dänemark angesehen, die bereits in den 1990er Jahren das Konzept implementiert haben. So wird auch der Begriff selbst auf den niederländischen Soziologen Hans Adriaansens zurückgeführt. Ton Wilthagen (Universität Tilburg) hat das Konzept wissenschaftlich ausgearbeitet. 1999 hatte die niederländische Regierung eine Drucksache Flexibiliteit en zekerheid veröffentlicht, der ein entsprechendes Gesetz folgte. Dadurch wurden die bisher bestehenden Kündigungsschutzregeln reduziert und im Gegenzug die Schutzvorschriften für Zeitarbeitsverträge verstärkt. Bei den Arbeitsmarktreformen in den Niederlanden und Dänemark während der 90er Jahre wurde die generelle Erleichterung von Kündigungen verknüpft mit einer kurzfristig hohen materiellen Unterstützung für Arbeitslose (passive Arbeitsmarktpolitik) und einer Unterstützung der raschen Wiedereingliederung im Kündigungsfall durch intensive Maßnahmen der aktiven Arbeitsmarktpolitik.
Vor allem Dänemark gilt mit seiner erfolgreichen Flexicurity-Strategie als Ausgangspunkt europäischer Auseinandersetzungen mit dem Konzept. Dort wurde Anfang der 90er Jahre eine Finanzpolitik implementiert, die versuchte den Trend der zunehmenden Arbeitslosigkeit zu stoppen und gleichzeitig wurde diese Politik mit ersten aktiven arbeitsmarktpolitischen Maßnahmen verbunden. Diese Maßnahmen sollten die strukturelle Arbeitslosigkeit verringern. Im Zuge dessen entstand das dänische Flexicurity-Modell, welches durch großzügige Sozialleistungen und die Aktivierung von Arbeitskraft durch verschiedene arbeitsmarktpolitische Maßnahmen gekennzeichnet ist. Dadurch sollten zwei Effekte erwirkt werden: zum einen Qualifikationseffekte durch die aktivierende Arbeitsmarktpolitik und zum anderen Motivationseffekte durch die Sozialleistungen.
Durch die Europäische Sozialagenda, die im Dezember 2000 vom Europäischen Rat in Nizza angenommen wurde, wurde Flexicurity zum Baustein des europäischen Sozialmodells und wesentlichen Bestandteil der Lissabon-Strategie deklariert. Auch in den Beschäftigungsleitlinien von 2003 wurde beschlossen, auf Grund des sich vollziehenden Wandels sowohl Flexibilität als auch Sicherheit zu ermöglichen. Dabei sollten die Sozialpartner eine wichtige Rolle einnehmen. Im Beschäftigungsbericht 2005/2006 wurde Flexicurity dann erstmals als eigenständiges Konzept thematisiert und in die arbeitsmarktpolitischen Leitlinien der EU aufgenommen. Im Jahr 2007 wurde dann die Mitteilung „Gemeinsame Grundsätze für den Flexicurity-Ansatz herausarbeiten: Mehr und bessere Arbeitsplätze durch Flexibilität und Sicherheit“ durch die europäische Kommission veröffentlicht. Enthalten darin sind verschiedene Komponenten für gemeinsame Grundsätze in der Flexicurity-Strategie. Als Zielsetzungen wurden genannt, einerseits effiziente und schnelle Übergänge in der Karriere eines Beschäftigten zwischen unterschiedlichen beruflichen Kompetenz- und Lebensbereichen zu ermöglichen und andererseits ihm die notwendigen Kompetenzen hierzu zu geben. Auch die „Europa 2020-Strategie“ der Europäischen Kommission beabsichtigt die Weiterführung der Flexicurity-Maßnahmen auf dem Arbeitsmarkt.

## Flexicurity in der EU

### Grundsätze des Flexicurity-Ansatzes
Die nationalen Flexicurity-Strategien sollen der Mitteilungen der EU-Kommission zufolge aus vier Komponenten bestehen:
- Flexible und sichere vertragliche Vereinbarungen in einer ausgewogenen Kombination von Sicherheit und Aktivierungsmaßnahmen
- Umfassende Strategien lebenslangen Lernens, die die Beschäftigungsfähigkeit der Arbeitnehmer fördert
- Wirksame aktive arbeitsmarktpolitische Maßnahmen, die Menschen helfen, den Wandel zu bewältigen, die Zeiten der Erwerbslosigkeit verkürzen und Wechsel in neue Arbeitsverhältnisse erleichtern
- Moderne Systeme der sozialen Sicherheit, welche angemessene Einkommenssicherung bieten und sowohl Beschäftigung als auch Arbeitsmarkmobilität fördern sollen. Gleichzeitig soll es Arbeitsanreize bieten, die durch ein ausgewogenes Verhältnis von Rechten und Pflichten bestehen.

Darüber hinaus sollten laut der EU-Kommission nationale Flexicurity-Strategien den folgenden acht Grundsätzen folgen:
1. Flexicurity beinhaltet zum einen die zuvor genannten vier Komponenten. Also Flexible und sichere Vereinbarungen, Strategien des lebenslangen Lernens, aktive arbeitsmarktpolitische Maßnahmen und moderne Systeme der sozialen Sicherheit.
2. Flexicurity verlangt ein Gleichgewicht in den Rechten und Pflichten für alle relevanten Akteure (Arbeitgeber, Arbeitnehmer, Arbeitssuchenden, Staat).
3. Flexicurity solle an die spezifischen Gegebenheiten der Nationalstaaten angepasst werden.
4. Flexicurity soll die Kluft zwischen In- und Outsidern des Arbeitsmarktes verkleinern.
5. Bei einer Flexicurity-Strategie sollten sowohl interne (innerhalb des Unternehmens) und externe Formen (zwischen Unternehmen) gefördert werden.
6. Flexicurity soll die Gleichstellung der Geschlechter voranbringen.
7. Flexicurity benötigt einen vertrauensvollen Dialog zwischen den relevanten Akteuren, die auch bereit sind Verantwortung für die Bewältigung des Wandels des Arbeitsmarktes zu übernehmen.
8. Flexicurity-Maßnahmen sollen zu einer tragbaren Haushaltspolitik beitragen und nicht zu unverhältnismäßig hohen Haushaltskosten führen.

### Flexicurity-Optionen der EU – Kommission
Weiterhin hat die EU-Kommissionen Flexicurity-Optionen bereitgestellt, die sie als typisch betrachtet und auf bestimmte Herausforderungen zugeschnitten sind.
- Option 1: Bekämpfung der Segmentierung bei Verträgen

Arbeitskräften Flexibilität und Sicherheit ermöglichen durch zwar befristete aber vertraglich besser aufgesetzte Verträge.
- Option 2: Entwicklung der Flexicurity im Unternehmen und Angebot von Sicherheit bei Übergängen

Erhöhung der Investitionen in die Beschäftigungsfähigkeit bzw. Weiterbildung.
- Option 3: Lösung des Problems der Qualifikationsdefizite und der geringeren Chancen bestimmter Arbeitskräfte

Qualifizierung von geringqualifizierten Menschen und Hilfe bei der Wiederaufnahme einer Beschäftigung.
- Option 4: Verbesserung der Möglichkeiten für Leistungsempfänger und informell beschäftigte Arbeitskräfte

Erhöhung der Chancen von Sozialleistungsempfängern zur Wiederaufnahme eines Beschäftigungsverhältnisses, vor allem durch aktive arbeitsmarktpolitische Maßnahmen.

## Beispiele für Flexicurity-Strategien
Ein modellhafter Ansatz von Flexicurity, welcher vor allem an das niederländische System angelehnt ist und für die wissenschaftliche Diskussion in Deutschland relevant ist, besteht aus vier zentralen Konzepten:
(1) Übergangsarbeitsmärkten,
(2) Stärkung interner Flexibilität durch beschäftigungssichernde Tarif- und Betriebspolitik,
(3) Stärkung funktionaler Flexibilität durch lebenslanges Lernen und
(4) Reform der Alterssicherung.
(1) Das Konzept der Übergangsarbeitsmärkte versucht einen fließenden Übergang zwischen Beschäftigung und Nicht-Beschäftigung zu ermöglichen. Dafür wird von einem neuen Typus von Arbeit ausgegangen, der nicht mehr dem Leitbild des Normalarbeitsverhältnisses folgt. Auf Übergangsmärkten sind Übergänge in beide Richtungen möglich, zum Beispiel zwischen Vollzeit- und Teilzeitbeschäftigung. Sie funktionieren demnach nach dem Prinzip der Reversibilität.
(2) Das Konzept der Stärkung interner Flexibilität versucht den neuen Handlungsspielraum, der durch die schwindende Relevanz externe Flexibilität geschaffen wird, zu füllen. Durch die tarifpolitischen und betrieblichen Akteure sollen Anpassungsinstrumente eingeführt werden, die den Beschäftigten ein höheres Maß an Beschäftigungssicherheit bieten. Diese Öffnung zu interner Flexibilität passiert v. a. im Rahmen der Einführung von Zeitkonten und der Verankerung von Öffnungsklauseln in Tarifverträgen in Bezug auf die Arbeitszeit.
(3) Das Konzept des lebenslangen Lernens versucht der notwendigen Eigenverantwortlichkeit der Beschäftigten gerecht zu werden, indem ihre Anpassungsfähigkeit auf den internen und externen Arbeitsmärkten verbessert wird. Dafür könnten beispielsweise Lernzeitkonten eingerichtet werden, um die zeitorganisatorische Basis für das Lernen zu schaffen.
(4) Das Konzept der Alterssicherung soll soziale Probleme in der Nacherwerbsphase, die aufgrund der Flexibilisierung der Beschäftigungsformen auftreten können, verhindert werden. Dies ist vor allem für die BRD relevant, da das Normalarbeitsverhältnis und das soziale Sicherungssystem eng miteinander verknüpft sind. Es können zwei unterschiedliche Lösungsansätze verfolgt werden, um den Problemen entgegenzuwirken. Zum einen durch flexible Anwartschaften und zum anderen durch eine Grundsicherung. Bei einer flexiblen Anwartschaft würde nicht mehr die Kontinuität des Erwerbsverlaufs durch die Rentenversicherung honoriert werden, sondern es soll die Möglichkeit geben Lücken im Erwerbsverlauf durch flexible Anwartschaftszeiten zu schließen.

### Flexicurity in Frankreich und Luxemburg
In Frankreich scheiterte die Einführung des Contrat nouvelle embauche und des Contrat première embauche.
Während auch in Luxemburg divergierende Auffassungen zwischen den Gewerkschaften und den Arbeitgeberverbänden im Hinblick auf den genauen Inhalt von Flexicurity bestehen, so hält indes die Regierung am Standardmodell des unbefristeten Arbeitsvertrages mit entsprechendem Kündigungsschutz fest und setzt vorzugsweise auf das Subsidiaritätsprinzip: Die „Sozialpartner“ sollen in interprofessionellen Vereinbarungen (accords en matière de dialogue social interprofessionels) geeignete branchendifferenzierte Abmachungen treffen. Mechanismen zur Aufrechterhaltung der Beschäftigung (maintien de l'emploi) sollen vor Erforderlichkeit eines Sozialplans bei Massenentlassungen in Funktion treten, möglichst ohne dass der Konjunkturausschuss (comité de conjoncture) eingreifen muss. Ebenso wurden, teilweise auch modifiziert aufgrund des Protests von Seiten von Schulabgängern und Studenten, Neuregelungen betreffend die schnelle Wiedereingliederung in den Arbeitsmarkt sowie das lebenslange Lernen eingeführt.